# Самсонов, Георгий Борисович
Георгий Борисович Самсонов (род. 14 августа 1962, Москва) — советский историк-востоковед, переводчик, российский журналист, киновед, редактор.

## Биография
В 1984 г. окончил Институт стран Азии и Африки по специальности «историк-востоковед», «референт-переводчик языка суахили».
Работал переводчиком с языка суахили в Высшей комсомольской школе и переводчиком с английского языка в Высшей школе профсоюзного движения; в течение трёх лет — редактором сектора НБИ по странам Азии и Африки Института научной информации по общественным наукам АН СССР.
В 1991—1995 гг. — автор и редактор нескольких журналов издательства «Видео-Асс», а также автор сценария и соведущий телепрограмм «Видео-АСС» и «Видеомикс».
В 1995—1997 гг. — редактор журнала «Видеомагазин» (ООО «КиноВидеоБизнес»), с 1997 г. — главный редактор издательства «КиноВидеоБизнес», автор и главный редактор журнала «Фильм» и сайта www.movie.ru
В 1996 году стал автором и редактором журнала «Видеомагазин» (Издательство «КиноВидеоБизнес»). Вместе с его издателем в 1997 году основал журнал «Фильм», став главным редактором, где работает в этой должности по сей день. В том же издательстве в 2002 — ? гг. возглавлял журнал «Кинобизнес сегодня».
По состоянию на 2014 г. — главный редактор издательства «КиноВидеоБизнес».
С июля 2015 г. по февраль 2016 г. — редактор портала Filmpro.ru.